# Aleksei Medvedev
Aleksei Medvedev, född den 5 oktober 1972, är en vitrysk brottare som tog OS-silver i supertungviktsbrottning i fristilsklassen 1996 i Atlanta.